# 6-й Славонский корпус (НОАЮ)
6-й Славонский корпус НОАЮ (сербохорв. Šesti slavonski korpus NOVJ / Шести славонски корпус НОВЈ) — соединение народно-освободительной армии Югославии. Сформирован 17 мая 1943 года как 1-й Славонский корпус (сербохорв. Prvi slavonski korpus / Први славонски корпус). 20 июня переименован во 2-й Хорватский корпус (сербохорв. Drugi hrvatski korpus / Други хрватски корпус). С 7 октября — 6-й Славонский корпус.
Приказом Главного штаба народно-освободительной армии и партизанских отрядов Хорватии от 2 января 1945 года провозглашён ударным корпусом.
В составе корпуса со 2 августа 1944 года до января 1945 года действовал «русский» батальон Осиекской бригады, сформированный из граждан СССР различных национальностей.

## Боевой путь
Первоначально корпус состоял из 10-й Хорватской и 12-й Славонской дивизий, насчитывал около 5200 солдат. Первым командиром был Петар Драпшин (позднее Мате Йеркович), политруком являлся Отмар Креачич. До 2 июня 1943 корпус освободил все населённые пункты Пожежской долины, в том числе города Славонска-Пожега и Плетерница. После взятия Нашице 4 июня, главные силы корпуса были переброшены через Крндию и Папук на запад, сосредоточившив боевые действия на линии коммуникаций Вировитица — Дарувар — Пакрац, в то время как оставшиеся части действовали на линии Белград — Загреб. К середине июня корпусом было разрушено и повреждено 14 километров железнодорожных путей, около 500 вагонов и несколько локомотивов.
В соответствии с приказом от 29 июня, в составе корпуса сформированы Дильский, Пожежский, Даруварский и Билогорский партизанские отряды. По распоряжению Главного штаба народно-освободительной армии и партизанских отрядов Хорватии, 12-я дивизия в конце июня переброшена из Славонии через Било-Гору, Мославину и Калник в Хорватское Загорье, где она продолжила боевые действия. В Славонии остались 10-я дивизия и партизанские отряды. Чтобы избежать удара превосходящих сил противника, штаб также отвёл 17-ю Славонскую бригаду в Бановину, оставив в Славонии 21-ю бригаду и партизанские отряды.
На 6 июля 1943 года в корпусе насчитывалось 6496 солдат. В начале августа части корпуса вернулись в Славонию: 12-я дивизия в Било-Гору и район Вочина, 10-я дивизия в район Бучье и Орляваца и оттуда на гору Диль. До конца августа они действовали преимущественно на линиях коммуникаций неприятеля. 1 июля в состав корпуса вошёл 1-й далматинский батальон, 15 августа сформированы венгерский батальон «Шандор Петефи» и немецкая рота «Эрнст Тельман», 25 августа - противочетницкий батальон, предназначенный для борьбы с четниками, проникающими из Боснии.
После капитуляции Италии 1943 года в район Загреба была отправлена 10-я дивизия, которая оставалась там до конца года. Из 25-й Бродской бригады, Дильского, Подравского и Пожежского партизанских отрядов в сентябре была сформирована Восточная группа отрядов, а из Посавского, Даруварского и Билогорского — Западная, куда также вошла Чехословацкая бригада имени Яна Жижки, созданная 26 октября 1943. В итоге, в конце октября 1943 года в 6-м корпусе были 12-я и 28-я дивизии, Восточная и Западная группы отрядов, Противочетницкий батальон, 1-й диверсантский батальон и артиллерийский дивизион. Штаб корпуса состоял из 2-х отделений с различными  основными и обеспечивающими функциональными подразделениями военного и военно-администритивного назначения. В корпусе насчитывалось 10733 человек, на вооружении имелось 6154 винтовок, 130 автоматических винтовок, 285 пистолетов-пулемётов, 70 ручных пулемётов, 44 миномёта, 9 противотанковых пушек, 7 пушек, 3 гаубицы и 458 пистолетов.
В октябре 1943 года силами корпуса были освобождены сёла Чачинци, Гашинци, Горяни и Брезик, а также в 136 местах разрушено полотно железной дороги Белград — Загреб, уничтожено 14 локомотивов, 141 вагон и 19 мостов. В начале ноября 12-я словенская бригада переправилась через реку Сава и до мая 1944 года вела бои с четниками в районе Мотайицы, а молодёжная бригада имени Йожи Влаховича действовала до июня 1944 года в Жумбераке. Остальные части вели бои в районе Вировитицы, Ораховицы, Чачинцев, Миклеуша, контролируя железную дорогу Вировитица — Подравска-Слатина — Чачинци. 16 декабря был предпринят штурм Джяково, завершившийся неудачей, 17 декабря взято село Горяни. 23 декабря между сёлами Сибинь и Громачник подразделения корпуса уничтожили немецкую колонну из 98 автомашин и 20 мотоциклов.
В январе 1944 года 6-й Славонский корпус продолжал бои в Пожежской долине, в феврале и марте его части наносили удары по коммуникациям противника. В конце февраля под непосредственное командование штаба корпуса была переведена чехословацкая бригада. 1 марта в 12-й дивизии была сформирована Осиекская бригада, а 25-я Бродская бригада перешла в состав 28-й дивизии. 10 апреля в корпусе был создан отряд контрразведки по борьбе со шпионами и потенциальными перебежчиками. В начале апреля 1944 года корпус дошёл до Чачинцев, продолжая боевые действия вблизи Вировитицы и Дарувара, 5 апреля была взята Подравска-Слатина. С 25 апреля по 10 мая корпус вёл оборонительные бои, отражая крупное наступление немцев и хорватских фашистов под кодовым названием "Буря" (нем. Ungewitter). Стремясь избежать крупных столкновений, корпус отступил через Псунь, Папук и Равну-Гору, чтобы перенести действия на Мославину, Било-Гору, Калник, Подравину и на дорогу Белград — Загреб. 20 июня был взят населённый пункт Подгорач, который обороняли 500 немецких жандармов, а также 150 усташей и домобран. В бою были уничтожены 361 солдат противника, 101 солдат попал в плен.
В июне и июле, после отражения немецких атак из Нашице, Джяково, Славонски-Брода и Плетерницы, части корпуса пополнились добровольцами, особенно из городов Славонски-Брод, Славонска-Пожега, Дарувар и Винковци. 15 июля были сформированы 40-я Славонская дивизия и Подравский партизанский отряд. Во второй половине августа появились 4-я бригада Корпуса народной обороны и Вировитицкая бригада. В феврале 1944 года на освобождённой территории, контролированной корпусом, была создана специальная Военная область корпуса, в состав которой входили командные структуры шести районов (хорв. komande područja) и 16 городских команд (хорв. komande mjesta). В начале сентября 1944 корпус включал три дивизии (12-ю, 28-ю и 40-ю), Восточную и Западную группы отрядов, артиллерийский дивизион, 1-й диверсантский отряд, венгерский батальон имени Шандора Петефи, немецкую роту имени Эрнста Тельмана, батальон против пятой колонны. В корпусе числилось 11229 человек, вооружённых 6150 винтовками, 342 автоматическими винтовками, 379 пистолетами-пулемётами, 131 пулемётами, 69 миномётами, 22 пушками и 18 гранатомётами.
Летом 1944 года войска корпуса, совместно с тыловыми службами и властями освобождённых территорий обеспечили сбор урожая зерна, его переправу через реку Сава и доставку частям 4-го Хорватского корпуса в Бановине. В августе 6-й Славонский корпус освободил Даруварскую долину, в конце августа — начале сентября им было разрушено в 598 местах полотно железной дороги Белград — Загреб, а в середине сентября была очищена от оккупантов Пожежская долина. В ночь с 13 на 14 сентября 28-я дивизия переправилась через реку Саву близ Кобаша и вместе с 21-й бригадой прорвалась в Сербию, где вошла в состав 12-го Воеводинского армейского корпуса. Остальные части 6-го корпуса 26 сентября освободили Подравску-Слатину и Чаджавицу. В октябре были освобождены населённые пункты Вировитица и Джюрджевац. В ноябре были взяты Пишкоревци, Клокочевац и Марковац, а в декабре Плетерница, Врбица, Славонска-Пожега и другие населённые пункты.
В декабре 1944 года была создана артиллерийская бригада, расформированы Подравский и Осиекский отряды. Под командование Главного штаба Воеводины перешёл венгерский батальон. 
По состоянию на 31 декабря 1944 года в соединениях и частях 6-го корпуса воевали 374 советских граждан, 49 из них занимали командирские должности. Согласно отчёту штаба корпуса, советские граждане числились в: 12-й ударной дивизии — 291 человек (49 на командирских должностях); 40-й дивизии — 43 человека; артиллерийской бригаде — 5 человек; Пожежском и Дильском партизанских отрядах — 30 человек. В январе 1945 года начался организованный процесс перехода советских граждан — бойцов корпуса в расположение Красной армии на Вировитицком плацдарме.
1 января 1945 года корпус включён в состав 3-й армии. 2 января ему присвоено почётное наименование «ударный». В январе корпус вёл боевые действия в районе между населёнными пунктами Грубишно-Поле и Питомача, в феврале — около Трнава, Томашица, Кайгана и Херцеговац, а также за овладение дорогой Вочин — Каменска. В течение февраля им были освобождены Шушняри, Вучяк-Каменски, Звечево и Вочин. 23 марта 1945 года освобожден посёлок Велика. В первой половине апреля вёл бои около Ветово и дороги Ораховица — Кутьево. С 15 по 16 апреля были освобождены города Нашице и Джюрдженовац. 25 апреля 1945 корпус расформирован, 12-я и 40-я дивизия продолжили в составе 3-й армии освобождение Славонии, Мославины, Хорватского Загорья и Словении.